# はり師教員
はり師教員は、はり師の養成施設（専修学校等）において鍼の実技指導や学科を担当する。

## 認定資格
- はり師免許を取得後、特別課程において2年以上の修業者（専修学校、大学の卒業者のみ）
- 5年以上の実務経験を有した後、厚生労働大臣の指定する講習会を受講した者（盲学校、筑波技術大学、筑波技術大学短期大学部卒業者のみ）

### 科目
講義は総合1170時間、演習は総合240時間、実習は総合360時間、合計1770時間行われる。
基礎科目
- 人文科学（講義30時間）
- 社会科学（講義30時間）
- 自然科学（講義30時間）
- 保健体育（講義15時間、実習45時間、合計60時間）
- 外国語（講義30時間、演習60時間、合計90時間）

教育学
- 教育原理（講義60時間）
- 教員心理（講義60時間）
- 教育技法（講義60時間、演習30時間、合計90時間）
- 教育実習（実習90時間）
- 教育法規（講義15時間）

専門科目
- 基礎医学 
  - 解剖学（講義60時間、実習45時間、合計105時間）
  - 生理学（講義60時間、実習45時間、合計105時間）
  - 病理学（講義90時間）
  - 衛生学（講義45時間）
  - 生化学（講義45時間）
- 臨床科目 
  - 診察概論（講義90時間）
  - 臨床総論及び臨床各論（講義150時間、演習120時間、合計270時間）
  - 漢方概論（講義75時間）
  - 経穴概論（講義45時間、演習30時間、合計75時間）
  - はり理論（講義45時間）
- 臨床実習
  - はり実技（実習135時間）

関連科目
- 医事法規・関係法規（講義60時間）
- 医学史（講義30時間）
- 経営管理学（講義30時間）
- 統計学（講義15時間）

## 取得
- 養成施設においてはあん摩マッサージ指圧はりきゅう教員の名前で取得できるものとはりきゅう専任教員の名前で取得できるものがある。

## その後の進路
- 大部分は養成施設に就職、勤務して学生を指導するが、中には治療院に勤務又は開業し、外部講師、非常勤講師の形で指導を行う者もいる。